# Parafia Matki Bożej Nieustającej Pomocy w Częstochowie
Parafia Matki Bożej Nieustającej Pomocy w Częstochowie – parafia greckokatolicka w Częstochowie 
 Parafia należy do eparchii wrocławsko-koszalińskiej i znajduje się na terenie dekanatu katowickiego.

## Świątynia parafialna
Nabożeństwa odbywają się w Kaplicy Św. Teresy od Krzyża (przy Kościele rzymskokatolickim Św. Wojciecha BM)